# Скотт Удсема
Скотт Удсема (англ. Scott Oudsema; нар. 1 липня 1986) — колишній американський тенісист.
Найвищу одиночну позицію світового рейтингу — 255 місце досяг 7 травня 2007, парну — 151 місце — 13 серпня 2007 року.
Найвищим досягненням на турнірах Великого шолома було 2 коло в парному розряді.

## Юніорські фінали турнірів Великого шолома

### Парний розряд: 4 (4 перемоги)
| Результат | Рік  | Турнір                                 | Покриття | Партнер         | Суперники                    | Рахунок       |
| --------- | ---- | -------------------------------------- | -------- | --------------- | ---------------------------- | ------------- |
| Перемога  | 2003 | Відкритий чемпіонат Австралії з тенісу | Тверде   | Філліп Сіммондс | Флорін Мерджа Горія Текеу    | 6–4, 6–4      |
| Перемога  | 2004 | Відкритий чемпіонат Австралії з тенісу | Тверде   | Брендан Еванс   | Девід Ґалік Девід Джефлі     | 6–1, 6–1      |
| Перемога  | 2004 | Вімблдонський турнір                   | Трава    | Брендан Еванс   | Робін Гаасе Віктор Троїцький | 6–4, 6–4      |
| Перемога  | 2004 | Відкритий чемпіонат США з тенісу       | Тверде   | Брендан Еванс   | Себастьян Рішик Андреас Бек  | 4–6, 6–1, 6–2 |

## Фінали ATP Челленджер і ITF Ф'ючерс

### Одиночний розряд: 5 (1–4)
| Легенда              |
| -------------------- |
| ATP Челленджер (1–0) |
| ITF Ф'ючерс (0–4)    |

| Фінали за покриттям |
| ------------------- |
| Тверде (1–4)        |
| Ґрунт (0–0)         |
| Трава (0–0)         |
| Килим (0–0)         |

| Результат | В-П | Дата     | Турнір                      | Рівень     | Покриття | Суперник           | Рахунок            |
| --------- | --- | -------- | --------------------------- | ---------- | -------- | ------------------ | ------------------ |
| Поразка   | 0–1 | Жов 2005 | США F27, Вако (Техас)       | Ф'ючерс    | Тверде   | Бенжамін Бекер     | 6–7(4–7), 1–6      |
| Поразка   | 0–2 | Бер 2006 | США F7, Літл-Рок            | Ф'ючерс    | Тверде   | Вейн Одеснік       | 2–6, 2–6           |
| Перемога  | 1–2 | Сер 2006 | Бінгемтон, США              | Челленджер | Тверде   | Лукаш Лацко        | 7–6(7–5), 6–2      |
| Поразка   | 1–3 | Вер 2007 | Франція F13, Мюлуз          | Ф'ючерс    | Тверде   | Деніел Кінґ-Тернер | 6–7(5–7), 3–6      |
| Поразка   | 1–4 | Січ 2009 | Велика Британія F2, Шеффілд | Ф'ючерс    | Тверде   | Лукаш Лацко        | 6–7(5–7), 7–5, 3–6 |

### Парний розряд: 12 (6–6)
| Легенда              |
| -------------------- |
| ATP Челленджер (2–3) |
| ITF Ф'ючерс (4–3)    |

| Фінали за покриттям |
| ------------------- |
| Тверде (6–6)        |
| Ґрунт (0–0)         |
| Трава (0–0)         |
| Килим (0–0)         |

| Результат | В-П | Дата     | Турнір                       | Рівень     | Покриття | Партнер          | Суперники                             | Рахунок                    |
| --------- | --- | -------- | ---------------------------- | ---------- | -------- | ---------------- | ------------------------------------- | -------------------------- |
| Перемога  | 1–0 | Жов 2004 | США F26, Ірвайн              | Ф'ючерс    | Тверде   | Брендан Еванс    | Скотт Ліпскі Девід Мартін             | 7–6(9–7), 3–6, 6–4         |
| Перемога  | 2–0 | Лис 2004 | США F31, Вайколоа            | Ф'ючерс    | Тверде   | Брендан Еванс    | Сковілл Дженкінс Філліп Сіммондс      | 6–7(4–7), 7–6(7–2), 6–4    |
| Поразка   | 2–1 | Вер 2005 | Лаббок, США                  | Челленджер | Тверде   | Ян-Майкл Гембілл | Г'юго Армандо Гленн Вейнер            | 7–5, 2–6, 6–7(7–9)         |
| Перемога  | 3–1 | Січ 2006 | США F2, Кіссіммі             | Ф'ючерс    | Тверде   | Алекс Кузнєцов   | Браян Вілсон Джеремі Вуртзман         | 6–3, 6–2                   |
| Поразка   | 3–2 | Бер 2006 | США F7, Літл-Рок             | Ф'ючерс    | Тверде   | Брендан Еванс    | Міхаель Кінтеро Агілар Веслі Вайтгаус | 4–6, 2–6                   |
| Перемога  | 4–2 | Чер 2006 | США F12, Роклін (Каліфорнія) | Ф'ючерс    | Тверде   | Кевін Андерсон   | Хорхе Агілар Даніель Гарса            | 6–3, 7–5                   |
| Перемога  | 5–2 | Січ 2007 | Вайколоа, США                | Челленджер | Тверде   | Брендан Еванс    | Скотт Ліпскі Девід Мартін             | 4–6, 6–3, [12–10]          |
| Перемога  | 6–2 | Сер 2007 | Бінгемтон, США               | Челленджер | Тверде   | Раян Світінг     | Річард Блумфілд Ім Кю Те              | 7–6(7–5), 7–5              |
| Поразка   | 6–3 | Чер 2008 | Юба-Сіті, США                | Челленджер | Тверде   | Ян-Майкл Гембілл | Ніколас Монро Майкл Яні               | 4–6, 4–6                   |
| Поразка   | 6–4 | Чер 2008 | США F13, Сакраменто          | Ф'ючерс    | Тверде   | Ґреґорі Уелетт   | Деніел Кінґ-Тернер Дж.Д. Джонс        | 2–6, 6–4, [5–10]           |
| Поразка   | 6–5 | Бер 2009 | Велика Британія F3, Тіптон   | Ф'ючерс    | Тверде   | Філліп Сіммондс  | Ден Еванс Генрі Контінен              | 7–6(7–5), 6–7(4–7), [4–10] |
| Поразка   | 6–6 | Кві 2009 | Батон-Руж, США               | Челленджер | Тверде   | Харш Манкад      | Боббі Рейнольдс Ражів Рам             | 3–6, 7–6(8–6), [3–10]      |

## Часовий графік результатів
| W | Ф | ПФ | ЧФ | #Р | КТ | К# | DNQ | A | NH |

### Одиночний розряд
| Турніри Великого шлему                 |     |     |     |     |     |       |     |   |
| Відкритий чемпіонат Австралії з тенісу |     |     |     | К2р | К1р | 0 / 0 | 0–0 | – |
| Відкритий чемпіонат Франції з тенісу   |     |     |     |     |     | 0 / 0 | 0–0 | – |
| Вімблдонський турнір                   |     |     |     | К2р |     | 0 / 0 | 0–0 | – |
| Відкритий чемпіонат США з тенісу       | К1р |     | К1р | К1р |     | 0 / 0 | 0–0 | – |
| В-П                                    | 0–0 | 0–0 | 0–0 | 0–0 | 0–0 | 0 / 0 | 0–0 | – |
| Тур ATP Мастерс 1000                   |     |     |     |     |     |       |     |   |
| Індіан-Веллс                           |     |     |     | К1р |     | 0 / 0 | 0–0 | – |
| Мастерс Цинциннаті                     |     |     |     |     | К2р | 0 / 0 | 0–0 | – |
| В-П                                    | 0–0 | 0–0 | 0–0 | 0–0 | 0–0 | 0 / 0 | 0–0 | – |